# Osterholz (Schöller-Dornap)
Osterholz ist ein Ortsteil im Stadtbezirk Vohwinkel der bergischen Großstadt Wuppertal in Nordrhein-Westfalen/Deutschland.

## Lage und Beschreibung
Der Ortsteil liegt im Wohnquartier Schöller-Dornap südlich von Schöller an der Kreisstraße 20 unmittelbar an der Stadtgrenze zu Haan. Benachbarte Orte sind Alt-Derken, Simonshöfchen, Bruckerthöhe (zu Haan), Flachskamp (zu Haan) und Bausenberger Busch (zu Haan). Der Ort ist von drei Seiten von dem gleichnamigen Waldgebiet Osterholz umgeben.
Östlich lag an der heutigen Kreisstraße 20 im heutigen Wohnquartier Osterholz ebenfalls eine Siedlung mit dem Namen Osterholz.

## Geschichte
Osterholz ist erstmals auf den Karten der preußischen Uraufnahme von 1843 verzeichnet. Bekannt wurde der Ort Ende des 19. Jahrhunderts durch ein beliebtes Ausflugslokal mit dem Namen Neu-Amerika, das noch heute oft auch zur Bezeichnung der ganzen Siedlung verwendet wird. Die Gaststätte wurde in den 1950er Jahren abgerissen, da sie auf der projektierten Trasse der Bundesautobahn 31 lag. Diese Bauplanungen sind aber bereits in den 1980er Jahren verworfen worden.
1975 wurden die Gemeinde Schöller und der Wülfrather Ortsteil Dornap mit deren Außenortschaften von dem Kreis Düsseldorf-Mettmann abgespaltet und als Wohnquartier Schöller-Dornap in Wuppertal eingemeindet. Dabei kam auch Osterholz von Schöller zu Wuppertal.